# Wolfgang Kapp
Wolfgang Kapp (Nova York, 1858 - Leipzig, 1922) fou un polític ultradretà alemany.

## Biografia
La seua carrera a l'administració de l'Imperi Alemany el va portar fins al càrrec de governador provincial a la Prússia Oriental (1906), alhora que es desenvolupaven les seues conviccions polítiques ultranacionalistes.
Durant la Primera Guerra Mundial (1914-1918) es va oposar públicament que Alemanya acceptés una pau de compromís i, més concretament, a la resolució parlamentària del 1917 per la qual Alemanya renunciava a realitzar annexions territorials. Per això, va fundar, juntament amb l'almirall Tirpitz, el Partit Patriòtic Alemany. Les dures condicions imposades a Alemanya després de la derrota pel Tractat de Versalles van exarcebar la reacció nacionalista de Kapp i li van donar certa popularitat.
El 1920 va protagonitzar un intent de cop d'Estat contra el govern democràtic de la República de Weimar, conegut com el putsch de Kapp: recolzat per tropes de la Marina sota el comandament del general Lüttwitz, va ocupar Berlín i es va fer proclamar canceller. Però l'èxit de la vaga general convocada pels sindicats el va forçar a abandonar al cap de quatre dies, refugiant-se a Suècia.
El 1922 es va lliurar a la Justícia alemanya per a fer front a l'acusació d'alta traïció, però ja estava greument malalt de càncer i moriria abans de celebrar-se el juí. Tot i que el seu intent colpista va fracassar, va contribuir a afeblir el règim democràtic i es pot considerar un precedent de l'ascensió del nacionalsocialisme de Hitler.